# Heinz Mostert
Heinz Mostert (* 29. April 1949 in Grevenbroich) ist ein ehemaliger deutscher Fußballspieler.

## Karriere
Von 1969 bis 1972 spielte Mostert in der Fußball-Regionalliga West für den VfR Neuss, wo er zu fünf Toren in 45 Spielen kam. Mostert folgte 1974 dem Angebot des Bayer 05 Uerdingen und spielte fortan in der Nordstaffel der neu geschaffenen 2. Bundesliga. Direkt im ersten Jahr wurde hinter Hannover 96 der zweite Tabellenplatz erspielt. Mostert kam unter Trainer Klaus Quinkert in 34 von 38 Saisonspielen zum Einsatz. Durch den 2. Tabellenplatz war der Aufstieg in die Bundesliga möglich, es folgte die Relegationsrunde gegen den Zweiten der Südstaffel, den FK Pirmasens. Bayer spielte im Hinspiel in Pirmasens 4:4, im Rückspiel setzen sich die Krefelder mit 6:0 durch, damit war der Aufstieg perfekt. Mostert kam im zweiten Relegationsspiel zum Einsatz, als er in der 69. Minute für Klaus Lenzke eingesetzt wurde. Mit dem 18. Tabellenplatz zum Saisonende erfolgte der sofortige Wiederabstieg. Mostert spielte drei Jahre mit Bayer 05 in der zweiten Liga. Im dritten Jahr, der Saison 1978/79, wurde hinter Bayer 04 Leverkusen der zweite Platz belegt. Es ging für Mostert wieder in die Aufstiegsrunde, diesmal gegen die SpVgg Bayreuth. Mostert spielte in beiden Partien ganz und durch die Resultate von 1:1 im Hinspiel und den 2:1 Rückspielsieg schaffte Mostert mit seinen Mannschaftskollegen seinen zweiten Aufstieg in die Erstklassigkeit. Er spielte noch ein Jahr in Uerdingen, bevor er in die Niederlande zu VVV Venlo wechselte. Mostert spielte drei Jahre in den Niederlanden, bevor er seine Karriere als Profi beendete.